# Hackerocryptus dentatus
Hackerocryptus dentatus är en stekelart som beskrevs av Ian D. Gauld 1984. Hackerocryptus dentatus ingår i släktet Hackerocryptus och familjen brokparasitsteklar. Inga underarter finns listade i Catalogue of Life.